# Fable (série de jeux vidéo)
Pour les articles homonymes, voir Fable (homonymie).
Fable est une série de jeux vidéo de type action-RPG développée par Lionhead Studios, jusqu'à sa fermeture en 2016, éditée par Microsoft Studios.

## Univers
La série Fable se déroule dans l'univers d'Albion. Dans le premier jeu, cette terre est présentée comme principalement rurale et sauvage et composée de cités-États autonomes, à la manière d'une Italie médiévale. La région progresse dans le temps avec chaque jeu : dans Fable II, elle s'est unifiée et traverse une période similaire au siècle des Lumières et dans Fable III, Albion se modernise et vit sa Révolution industrielle.
Dans le premier Fable, le joueur incarne un jeune garçon devenu orphelin à la suite de l'attaque de son village par des bandits. Chaque choix que fait le joueur en jeu, qu'il s'agisse d'une bonne ou d'une mauvaise action, influe sur la manière dont les habitants de l'Albion perçoivent et considèrent le Héros, ainsi que sur son apparence. En plus des quêtes principales qui permettent de découvrir ce qui est arrivé à la famille du Héros, les joueurs peuvent s'engager dans des quêtes et des activités secondaires, comme le commerce, la vie amoureuse et conjugale, les jeux d'argent, la boxe, l'exploration et le vol.
Fable II se déroule 500 ans après les événements du premier jeu. Le monde ressemble à l'Europe de la fin des années 1600 et du début des années 1700, au temps des Lumières et du banditisme de grand chemin. La religion et la magie du vieil Albion ont été supplantées par la science et des concepts plus modernes. Les villages sont devenus des villes, l'armement se met à la poudre à canon et la vie sociale, familiale et économique est plus développée. Du point de vue du joueur, le continent d'Albion est plus grand, mais contient moins de lieux à visiter. Ces zones sont cependant plus vastes et détaillées que dans le jeu précédent. La quête principale ne constitue plus la majeure partie de l'histoire, contrairement à Fable, la laissant avancer au rythme du joueur, entre les différentes quêtes annexes et à mesure qu'il explore le monde.
Fable III se passe 50 ans après Fable II. Albion a encore progressé depuis le dernier épisode, puisqu'il vit une révolution industrielle et sa société ressemble à celle du début des années 1800. Le protagoniste de Fable II est devenu roi d'Albion, et le joueur incarne un de ses enfants qui se révolte face à son frère ainé, porté sur l'autoritarisme. Le jeu, plus linéaire que le précédent, suit l'ascension du protagoniste sur sa route vers le pouvoir, ralliant les différentes provinces d'Albion en chemin. Une fois sur le trône, différents choix sont présentés au joueur pour défendre et faire prospérer sa terre.

## Système de jeu
Les jeux principaux de la série sont des action-RPG, dans lesquels l'accent est mis sur le libre arbitre et l'évolution du personnage contrôlé par le joueur, de son enfance à son grand âge. L'aspect jeu de rôle se retranscrit en jeu par les choix offerts au protagoniste, dans la plupart des quêtes principales comme secondaires. Ces choix influent sur l'alignement du personnage, qui oscille entre bien et mal. Ce dernier change la manière dont les autres personnages perçoivent le protagoniste et peut même avoir des répercussions sur l'environnement et la région d'Albion,.
Le personnage évolue aussi dans d'autres compétences de combat à force de les utiliser : la magie, le combat au corps à corps et le combat à distance. Le physique du personnage change pour refléter tous ces traits : un Héros spécialisé au corps à corps deviendra plus musclé, et un Héros compétent en magie verra apparaître des tatouages magiques sur son corps. De la même manière, l'alignement provoque des transformations chez le protagoniste, comme une auréole s'il est bon, ou des cornes s'il est maléfique.
En plus de ce gameplay de base, le protagoniste évolue aussi au travers des quêtes principales prédéfinies, qui font avancer la trame globale du jeu. Fable II et Fable III proposent de jouer en coopération, où deux joueurs peuvent unir leurs forces dans différentes tâches,,.

## Liste des jeux
| 2004 | Fable                    |
| 2005 | Fable: The Lost Chapters |
| 2006 |                          |
| 2007 |                          |
| 2008 | Fable II                 |
| 2008 | Fable II Pub Games       |
| 2009 |                          |
| 2010 | Fable III                |
| 2011 | Fable Coin Golf          |
| 2012 | Fable Heroes             |
| 2012 | Fable: The Journey       |
| 2013 |                          |
| 2014 | Fable Anniversary        |
| 2014 | Fable Trilogy            |
| 2015 |                          |
| 2016 |                          |
| 2017 | Fable Fortune            |
| 2018 |                          |
| 2019 |                          |
| 2020 |                          |
| 2021 |                          |
| 2022 |                          |
| 2023 |                          |
| 2024 |                          |
| 2025 |                          |
| 2026 | Fable                    |

La série a démarré avec la sortie du premier jeu, Fable, le 14 septembre 2004 aux États-Unis et le 8 octobre 2004 en Europe sur Xbox. Une deuxième version du jeu, Fable: The Lost Chapters, est sortie en septembre 2005 sur Xbox et PC, puis portée sur Mac le 31 mars 2008 par Feral Interactive. Le 7 février 2014, paraît Fable Anniversary, un remake du premier jeu pour Xbox 360, développé par Lionhead Studios.
| Jeux                     | Metacritic              |
| ------------------------ | ----------------------- |
| Fable                    | 85%                     |
| Fable: The Lost Chapters | 83%                     |
| Fable 2                  | 89%                     |
| Fable II Pub Games       | 53%                     |
| Fable 3                  | Xbox 360 : 80% PC : 75% |
| Fable Heroes             | 55%                     |
| Fable: The Journey       | 61%                     |
| Fable Anniversary        | 68%                     |
| Fable Fortune            | Xbox One : 70% PC : 63% |

La première suite de la série, Fable II, a été publiée le 24 octobre 2008 sur Xbox 360. Il était accompagné de Fable II Pub Games, une collection de mini-jeux disponible sur le Xbox Live Arcade, et d'un jeu flash en ligne du nom de Fable: A Hero's Tale qui permettait d'ouvrir un coffre secret dans le jeu principal.
Un troisième opus, Fable III, est sorti sur Xbox 360 le 29 octobre 2010, et sur PC le 20 mai 2011. Celui-ci aussi était couplé à un autre jeu mobile, Fable Coin Golf.
Une compilation réunissant les jeux Fable Anniversary, Fable II et Fable III, du nom de Fable Trilogy, est parue le 7 février 2014 sur Xbox 360.
Le 20 août 2013, Lionhead Studios a dévoilé Fable Legends à travers quelques images, un jeu Xbox One prenant place bien avant les évènements du premier jeu. Sa première bande-annonce montre que le jeu serait multijoueur, et que les joueurs auraient le choix d'incarner le Héros ou le Méchant de l'histoire. Le 7 mars 2016, Microsoft a annoncé la fermeture de Lionhead Studios et avec elle, l'annulation de Fable Legends.
En janvier 2018, la rumeur courait que Playground Games travaillait sur Fable IV, ayant recruté 177 personnes pour travailler sur un RPG à monde ouvert. Le 23 juillet 2020, lors du Xbox Games Showcase, un nouveau jeu Fable a été annoncé sur Xbox Series X, confirmant ainsi les rumeurs. La sortie du jeu est prévue pour l'année 2025.
La série a également été déclinée en quelques jeux sortant du genre du jeu de rôle. Le 2 mai 2012, Fable Heroes, un beat them all, est sorti sur Xbox Live Arcade. Fable: The Journey, spin-off de la série qui exploite l'accessoire Kinect de la Xbox 360 a été publié le 9 octobre 2012 aux États-Unis et le 12 octobre 2012 en Europe. En mai 2016, d'anciens membres de Lionhead ont lancé une campagne Kickstarter pour financer le développement de Fable Fortune, un jeu de cartes à collectionner free-to-play. Ce jeu était déjà en développement lors de la fermeture des Lionhead Studios. Après une phase en accès anticipé, le jeu est sorti sur Xbox One et PC le 22 février 2018.
Le 7 mars 2014, la Microsoft Solitaire Collection s'est vue enrichie de jeux de cartes aux couleurs de Fable.